# 艷異編
《艷異編》全稱《玉茗堂摘評王弇州先生艷異編》，明代艷異小說。凡四十卷，一般認為是王世貞編著。
艷異係指“香艷而放縱”的情事。王世貞以香艷與怪異作為兩大標準，收錄唐代以來至明初的文言小說作品，並將此小說集命名為《艷異編》，分星、神、水神、龍神、仙、官掖、戚里、幽期、冥感、夢遊、義俠、徂異、幻術、妓女、男寵、妖怪、鬼等17門，收文361篇，其中采自《太平广记》者最多，约占全书的十分之七。所选作品如《洛神传》、《裴航》、《莺莺传》、《离魂记》、《娇红记》、《崔护》等皆为历代名篇，篇首有託名湯顯祖序一篇。
《艳异编》特設有“男寵”部，即是晚明社會男同性戀風氣的現實反映。此書甫出，即有托名汤显祖的《摘評艷異編》、《批評續艷異編》，又有安雅堂重校《古艷異編》，另有吳大震的《廣艷異編》等相繼問世。後來王世貞又出版《續艷異編》十九卷，這本續集則是大量收錄吳氏《廣艷異編》的內容，可謂其精選本，是选本中的选本，对作品改动颇多。《广艳异编》、《续艳异编》等书前皆载有《小引》一篇，落款息庵居士，疑是王世贞的号。同治七年，江苏巡抚丁日昌也明令查禁該書。